# شيليتو عمر
شيليتو عمر (بالإسبانية: José Manuel González Ortiz) (29 يناير 1978 بليبي في إسبانيا - ) هو لاعب كرة قدم إسباني في مركز الوسط. لعب مع ريال خاين وريكرياتيفو ونادي بطليوس ونادي لاردة ونادي مالقا وCD San Roque de Lepe ‏ وAtlético Onubense ‏.

## روابط خارجية
- شيليتو عمر على موقع قاعدة بيانات كرة القدم.إي يو (الإنجليزية)
- شيليتو عمر على موقع Soccerway.com (الإنجليزية)